# Erfahrene Frau gesucht
Erfahrene Frau gesucht (Originaltitel: Synthetic Sin) ist eine US-amerikanische Stummfilmkomödie aus dem Jahr 1929 von William A. Seiter mit Colleen Moore und Antonio Moreno in den Hauptrollen. Das Drehbuch basiert auf dem Bühnenstück Synthetic Sin von Frederick und Fanny Hatton. Den Verleih des Stummfilms, der über Musik und Soundeffekte verfügt, übernahm Warner Bros.

## Handlung
Donald Anthony, der bedeutendste Bühnenautor der Vereinigten Staaten, kehrt in sein Haus in Magnolia Gap in Virginia zurück und macht Betty Fairfax, einem hübschen und talentierten Mädchen aus der Gegend, einen Heiratsantrag. Sie nimmt den Antrag an und lässt sich von ihm versprechen, ihr die Hauptrolle in seinem nächsten Stück zu geben. 
Das Stück floppt, und Donald sagt ihr, sie sei zu unkultiviert für die Rolle. Betty beschließt daraufhin, in New York zu bleiben. Sie zieht in eine Wohnung neben vier Gangstern. Donald kommt zu Besuch, und sie werfen ihn hinaus. Es kommt zu einer Schießerei, und einer der Gangster wird getötet. In der Aufregung rettet Donald Betty, woraufhin sie alle bei einer Razzia der Polizei festgenommen werden. Betty zieht sich von der Bühne zurück und widmet sich Donald.

## Hintergrund
Gedreht wurde der Film ab dem 24. September 1928.
Max Parker oblag die künstlerische Leitung. Max Rée war für das Kostümbild zuständig. 

## Veröffentlichung
Die Premiere des Films fand am 5. Januar 1929 in New York statt. Im gleichen Jahr kam er im Deutschen Reich in die Kinos.

## Kritiken
Der Film erhielt in der zeitgenössischen Kritik zumeist negative Beurteilungen. So nannte Mordaunt Hall in der The New York Times den Film ein „komplett unsinniges Filmwerk“. Der Film rufe durch seine absurden Pointen Heiterkeit nur bei denen hervor, denen es nichts ausmache, wenn eine Figur irrational handle, um einen vorgeblich lustigen Spaß zu machen.
Freddie Schader schrieb im Magazin Motion Picture News, der Film werde seinem Titel darin mehr oder weniger gerecht, dass er „synthetische Unterhaltung“ biete. Eine höchst absurde Geschichte wurde für die Lacher gespielt, die sich jedoch nicht einstellten. 
Für den Kritiker des Magazins Harrison's Reports handelte es sich um den armseligsten Film, in dem Colleen Moore mitspielte. Es solle sich um eine Komödie handeln, doch die Komik fehle.
Die Variety hingegen schrieb, der Film würde markerschütterndes, ansteckendes Gelächter hervorrufen. Er sei ein großartiger Colleen-Moore-Film und ein Triumph für das komödiantische Talent des Regisseurs.